# Coca-Cola FEMSA
Coca-Cola FEMSA, S.A.B. de C.V. eller Coca-Cola FEMSA er en mexicansk multinational bryggerikoncern med hovedkvarter i Mexico City. Det er et datterselskab til FEMSA, der ejer 47 %, mens 27,8 % ejes af The Coca-Cola Company og de resterende 25 % er markedskapital på Bolsa Mexicana de Valores og New York Stock Exchange. Det er verdens største franchise Coca-Cola bottler.